# Кожановидные нетопыри
Кожановидные нетопыри (лат. Hypsugo) — род летучих мышей из семейства гладконосых (Vespertilionidae). Был выделен из рода Pipistrellus и включает более 20 видов.

## Этимология
Научное название «Hypsugo» означает «рожденный в воздухе»: др.-греч. ὕψι — «в вышине, в воздухе» и γόνος — «зачатия, порождение»; потому что вид Vespertilio (Hypsugo) savii Bonaparte, 1837 долгое время обнаруживали только летящими. Название Hypsugo введено Коленати как подрод рода Vespertilio. Первыми подняли Hypsugo в ранг рода И. Хорачек и В. Ганак в 1985—1986 гг., что впоследствии было подтверждено биохимическими данными. Среди объяснений также следующее: Hypsugo — от др.-греч. υψι — «вверх» и «ugo» подобно Nannugo и Vesperugo.

## Общие характеристики
Эти животные достаточно малы, длина тела с головой составляет 40-60 мм. Морда короткая и широкая, уши короткие. Окраска шерсти от песчаной до темно-бурой.
Кожановидные нетопыри распространены в Евразии, Африке и Северной Америке. Они обитают в разных биотопах от пустынь до тропических лесов. Питаются главным образом насекомыми, ловя их в полете. Для днёвок места выбирают щели в зданиях, пещеры или полые стволы деревьев.

## Виды
- Hypsugo alaschanicus (Bobrinskii, 1926)
- Hypsugo anchietae (Seabra, 1900)
- Hypsugo anthonyi (Tate, 1942)
- Hypsugo arabicus (Harrison, 1979)
- Hypsugo ariel (Thomas, 1904)
- Hypsugo bodenheimeri (Harrison, 1960)
- Hypsugo cadornae (Thomas, 1916)
- Hypsugo crassulus (Thomas, 1904)
- Hypsugo dolichodon Görföl, Csorba, Eger, Son & Francis, 2014
- Hypsugo eisentrauti (Hill, 1968)
- Hypsugo imbricatus (Horsfield, 1824)
- Hypsugo joffrei (Thomas, 1915)
- Hypsugo kitcheneri (Thomas, 1915)
- Hypsugo lanzai Benda, Al-Jumaily, Reiter & Nasher, 2011
- Hypsugo lophurus (Thomas, 1915)
- Hypsugo macrotis (Temminck, 1840)
- Hypsugo musciculus (Thomas, 1913)
- Hypsugo pulveratus (Peters, 1871)
- Hypsugo savii (Bonaparte, 1837) — Кожановидный нетопырь
- Hypsugo vordermanni (Jentink, 1890)